# Llista de medallistes olímpics de pentatló modern
Aquesta és una llista dels medallistes olímpics de pentatló modern:

## Medallistes

### Programa actual

#### Individual masculí
| Edició               | Or                 | Argent                 | Bronze           |
| 1912 Estcolm         | Gösta Lilliehöök   | Gösta Åsbrink          | Georg de Laval   |
| 1920 Anvers          | Gustaf Dyrssen     | Erik de Laval          | Gösta Runö       |
| 1924 París           | Bo Lindman         | Gustaf Dyrssen         | Bertil Uggla     |
| 1928 Amsterdam       | Sven Thofelt       | Bo Lindman             | Helmut Kahl      |
| 1932 Los Angeles     | Johan Oxenstierna  | Bo Lindman             | Richard Mayo     |
| 1936 Berlín          | Gotthard Handrick  | Charles Leonard        | Silvano Abba     |
| 1948 Londres         | William Grut       | George Moore           | Gösta Gärdin     |
| 1952 Hèlsinki        | Lars Hall          | Gábor Benedek          | István Szondi    |
| 1956 Melbourne       | Lars Hall          | Olavi Mannonen         | Väinö Korhonen   |
| 1960 Roma            | Ferenc Németh      | Imre Nagy              | Robert Beck      |
| 1964 Tòquio          | Ferenc Török       | Igor Novikov           | Albert Mokeyev   |
| 1968 Ciutat de Mèxic | Björn Ferm         | András Balczó          | Pavel Lednyov    |
| 1972 Múnic           | András Balczó      | Boris Onishchenko      | Pavel Lednyov    |
| 1976 Mont-real       | Janusz Pyciak      | Pavel Lednyov          | Jan Bártu        |
| 1980 Moscou          | Anatoli Starostin  | Tamás Szombathelyi     | Pavel Lednyov    |
| 1984 Los Angeles     | Daniele Masala     | Svante Rasmuson        | Carlo Massullo   |
| 1988 Seül            | János Martinek     | Carlo Massullo         | V. Yagorashvili  |
| 1992 Barcelona       | A. Skrzypaszek     | Attila Mizsér          | Edouard Zenovka  |
| 1996 Atlanta         | Alexander Parygin  | Edouard Zenovka        | Janos Martinek   |
| 2000 Sydney          | Dmitri Svatkovskiy | Gábor Balogh           | Pavel Dovgal     |
| 2004 Atenes          | Andrey Moiseyev    | Andrejus Zadneprovskis | Libor Capalini   |
| 2008 Pequín          | Andrey Moiseyev    | Edvinas Krungolcas     | A. Zadneprovskis |
| 2012 Londres         | David Svoboda      | Cao Zhongrong          | Ádám Marosi      |
| 2016 Rio             | Aleksander Lesun   | Pavlo Tymoshchenko     | Ismael Hernández |
| 2020 Tòquio          | Joe Choong         | Ahmed Elgendy          | Jun Woong-Tae    |
| 2024 París           | Ahmed El-Gendy     | Taishu Sato            | Giorgio Malan    |

#### Individual femení
| Edició       | Or                 | Argent             | Bronze             |
| 2000 Sydney  | Stephanie Cook     | Emily de Riel      | Kate Allenby       |
| 2004 Atenes  | Zsuzsanna Vörös    | Jeļena Rubļevska   | Georgina Harland   |
| 2008 Pequín  | Lena Schöneborn    | Heather Fell       | Victoria Tereschuk |
| 2012 Londres | Laura Asadauskaite | Samantha Murray    | Yane Marques       |
| 2016 Rio     | Chloe Esposito     | Élodie Clouvel     | Oktawia Nowacka    |
| 2020 Tòquio  | Kate French        | Laura Asadauskaitė | Sarolta Kovács     |
| 2024 París   | Michelle Gulyás    | Élodie Clouvel     | Seong Seung-min    |

### Programa eliminat

#### Equips masculins
| Edició               | Or                                                                  | Argent                                                            | Bronze                                                        |
| 1952 Hèlsinki        | HongriaGábor Benedek · Aladár Kovácsi · István Szondy               | SuèciaLars Hall · Torsten Lindqvist · Claes Egnell                | FinlàndiaOlavi Mannonen · Lauri Vilkko · Olavi Rokka          |
| 1956 Melbourne       | Unió SovièticaIgor Novikov · Aleksandr Tarasov · Ivan Deryugin      | Estats UnitsGeorge Lambert · William Andre · Jack Daniels         | FinlàndiaOlavi Mannonen · Vaino Korhonen · Berndt Katter      |
| 1960 Roma            | HongriaFerenc Németh · Imre Nagy · András Balczó                    | Unió SovièticaIgor Novikov · Nikolay Tatarinov · Hanno Selg       | Estats UnitsRobert Beck · George Lambert · Jack Daniels       |
| 1964 Tòquio          | Unió SovièticaIgor Novikov · Albert Mokeyev · Viktor Mineyev        | Estats UnitsJames Moore · David Kirkwood · Paul Pesthy            | HongriaFerenc Török · Imre Nagy · Ottó Török                  |
| 1968 Ciutat de Mèxic | HongriaAndrás Balczó · István Móna · Ferenc Török                   | Unió SovièticaBoris Onishchenko · Pavel Lednyov · Stasys Šaparnis | FrançaRaoul Gueguen · Lucien Guiguet · Jean-Pierre Giudicelli |
| 1972 Múnic           | Unió SovièticaBoris Onishchenko · Pavel Lednyov · Vladimir Shmelyov | HongriaAndrás Balczó · Zsigmond Villányi · Pál Bakó               | FinlàndiaRisto Hurme · Veikko Salminen · Martti Ketelä        |
| 1976 Mont-real       | Regne UnitJim Fox · Danny Nightingale · Adrian Parker               | TxecoslovàquiaJán Bartu · Bohumil Starnovksy · Jiří Adam          | HongriaTamás Kancsal · Tibor Maracskó · Szvetiszláv Sasics    |
| 1980 Moscou          | Unió SovièticaAnatoli Starostin · Pavel Lednyov · Yevgeny Lipeyev   | HongriaTamás Szombathelyi · Tibor Maracskó · László Horváth       | SuèciaSvante Rasmuson · Lennart Pettersson · George Horvath   |
| 1984 Los Angeles     | ItàliaDaniele Masala · Pier Paolo Cristofori · Carlo Massullo       | Estats UnitsMichael Storm · Robert Losey · Dean Glenesk           | FrançaPaul Four · Didier Boube · Joël Bouzou                  |
| 1988 Seül            | HongriaJános Martinek · Attila Mizsér · László Fábián               | ItàliaCarlo Massullo · Daniele Masala · Gianluca Tiberti          | Regne UnitRichard Phelps · Dominic Mahony · Graham Brookhouse |
| 1992 Barcelona       | PolòniaArkadiusz Skrzypaszek · Dariusz Goździak · Maciej Czyżowicz  | Equip UnificatAnatoli Starostin Dmitri Svatkovskiy Eduard Zenovka | ItàliaGianluca Tiberti · Carlo Massullo · Roberto Bomprezzi   |